# Seelenkrank
Seelenkrank war ein deutsches Musikprojekt von Chris Pohl. Es entstand 1996, nachdem er schon einen gewissen Erfolg mit seinem Projekt Terminal Choice aufweisen konnte.

## Geschichte
Das Projekt stellte den Versuch dar, einen intimeren Sound als bei Terminal Choice zu schaffen. Kühle Elektronikmusik wurde textlich mit SM- und Fetisch-Fantasien kombiniert. Außerdem wurden Frauenstimmen integriert. 1996 und 1997 entstanden so zwei Alben unter dem Maschinenwelt-Label. Aufgrund von Vertragsproblemen mit dem Label wurde das Projekt aufgegeben. Das 1998 gegründete Musikprojekt Blutengel, welches oft als Nachfolgeprojekt bezeichnet wird, weist deutlich Unterschiede zu Seelenkrank auf. Vor allem der textliche Bezug zur SM-Szene wurde (weitgehend) fallengelassen. Der jahrelange Rechtsstreit um das Projekt Seelenkrank wurde 2005 zu Gunsten von Chris Pohl entschieden und er veröffentlichte die beiden Alben unter seinem eigenen Label Fearsection neu.
Live wurden die Texte mit visuellen Effekten wie Feuer, Blut, SM-Andeutungen kombiniert.

## Bandmitglieder
- Chris Pohl
- Nina Bendigkeit

## Diskografie
Alben
- 1996: Silent Pleasures
- 1997: Engelsschrei
- 2005: Silent Pleasures
- 2005: Engelsschrei